# 1133 Луґдуна
1133 Луґдуна (1133 Lugduna) — астероїд головного поясу, відкритий 13 вересня 1929 року.
Тіссеранів параметр щодо Юпітера — 3,648.